# Coupe d'Europe des vainqueurs de coupe masculine de handball 2008-2009
Navigation
Coupe des Coupes 2007-2008 Coupe des coupes 2009-2010
La Coupe d'Europe des vainqueurs de coupe masculine de handball 2008-2009 est la 34e édition de la compétition.
Organisée par la Fédération européenne de handball (EHF), la compétition est ouverte à 44 clubs de handball d'associations membres de l'EHF. Ces clubs sont qualifiés en fonction de leurs résultats dans leur pays d'origine lors de la saison 2007-2008.
Elle est remportée par le club espagnol du BM Valladolid, vainqueur en finale du club allemand du HSG Nordhorn.

## Résultats

### Premier tour
| Équipe 1            | Score   | Équipe 2               | Aller | Retour |
| ------------------- | ------- | ---------------------- | ----- | ------ |
| KS Kielce           | 88 – 36 | KH BESA Famiglia       | 47-21 | 41-15  |
| HC Gumárny Zubří    | 54 – 49 | SPE Strovolos          | 32-25 | 22-24  |
| HBC Bascharage      | 61 – 79 | HV Fiqas Aalsmeer      | 34-43 | 27-36  |
| Panellínios Athènes | 82 – 13 | Klubi Sportiv Elbasani | 37- 5 | 45- 8  |
| Chocolate Boys      | 83 – 58 | HC Olimpus-85 Chișinău | 42-25 | 41-33  |
| ASA Tel-Aviv        | 62 – 47 | Riihimäen Cocks        | 27-19 | 35-28  |
| RK Sutjeska Nikšić  | 44 – 43 | United HC Tongeren     | 22-20 | 22-23  |

### Deuxième tour
| Équipe 1             | Score   | Équipe 2                | Aller | Retour |
| -------------------- | ------- | ----------------------- | ----- | ------ |
| RK Trimo Trebnje     | 49 – 51 | RK Konjuh Živinice      | 25-28 | 24-23  |
| KS Kielce            | 42 – 43 | HCM Constanța           | 27-21 | 15-22  |
| HC Gumárny Zubří     | 50 – 54 | ABC Braga               | 25-26 | 25-28  |
| RK Čakovec           | 46 – 71 | KIF Kolding             | 24-34 | 22-37  |
| HC Macheka Moguilev  | 62 – 66 | RK Partizan Belgrade    | 30-32 | 32-34  |
| Paris Handball       | 69 – 55 | HV Fiqas Aalsmeer       | 37-24 | 32-31  |
| Ystads IF            | 52 – 55 | Fyllingen Håndball      | 25-25 | 27-30  |
| Alpla HC Hard        | 68 – 48 | Pallamano Junior Fasano | 34-26 | 34-22  |
| Kaustik Volgograd    | 64 – 43 | Panellínios Athènes     | 30-25 | 34-18  |
| Chocolate Boys       | 59 – 66 | RK Vardar Skopje        | 32-30 | 27-36  |
| Kadetten Schaffhouse | 73 – 57 | ASA Tel-Aviv            | 38-28 | 35-29  |
| PLER KC Budapest     | 58 – 55 | Mersin Yenişehir BSK    | 35-29 | 23-26  |
| RK Sutjeska Nikšić   | 37 – 51 | HC Boudivelnyk Brovary  | 20-21 | 17-30  |

### Seizièmes de finale
| Équipe 1               | Score   | Équipe 2             | Aller | Retour |
| ---------------------- | ------- | -------------------- | ----- | ------ |
| RK Konjuh Živinice     | 36 – 59 | BM Valladolid        | 16-25 | 20-34  |
| HCM Constanța          | 49 – 42 | ABC Braga            | 21-18 | 28-24  |
| KIF Kolding            | 76 – 58 | RK Partizan Belgrade | 41-27 | 35-31  |
| Fyllingen Håndball     | 48 – 64 | Paris Handball       | 27-32 | 21-32  |
| Alpla HC Hard          | 60 – 67 | Kaustik Volgograd    | 34-31 | 26-36  |
| RK Vardar Skopje       | 58 – 60 | Kadetten Schaffhouse | 33-27 | 25-33  |
| PLER KC Budapest       | 56 – 61 | Dunaferr HK          | 30-32 | 26-29  |
| HC Boudivelnyk Brovary | 42 – 51 | HSG Nordhorn         | 21-23 | 21-28  |

### Huitièmes de finale
Les équipes classées à la 3e place de chacun des 8 groupes de la Ligue des champions sont reversés en huitièmes de finale : Hammarby IF, RK Bosna Sarajevo, RK Metalurg Skopje, HT Tatran Prešov, Steaua Bucarest, Haukar Hafnarfjörður, ZMC Amicitia Zürich et SC Pick Szeged.
| Équipe 1             | Score   | Équipe 2             | Aller | Retour |
| -------------------- | ------- | -------------------- | ----- | ------ |
| Steaua Bucarest      | 51 – 74 | BM Valladolid        | 27-33 | 24-41  |
| HT Tatran Prešov     | 53 – 56 | HCM Constanța        | 33-25 | 20-31  |
| KIF Kolding          | 62 – 63 | ZMC Amicitia Zürich  | 30-30 | 32-33  |
| RK Metalurg Skopje   | 48 – 45 | Paris Handball       | 27-18 | 21-27  |
| RK Bosna Sarajevo    | 64 – 54 | Kaustik Volgograd    | 33-23 | 31-31  |
| Kadetten Schaffhouse | 66 – 59 | Hammarby IF          | 34-28 | 32-31  |
| Dunaferr HK          | 52 – 57 | SC Pick Szeged       | 33-29 | 19-28  |
| HSG Nordhorn         | 72 – 52 | Haukar Hafnarfjörður | 34-21 | 38-31  |

### Quarts de finale
| Équipe 1             | Score   | Équipe 2           | Aller | Retour |
| -------------------- | ------- | ------------------ | ----- | ------ |
| BM Valladolid        | 66 – 58 | HCM Constanța      | 38-23 | 28-35  |
| ZMC Amicitia Zürich  | 54 – 53 | RK Metalurg Skopje | 31-29 | 23-24  |
| Kadetten Schaffhouse | 57 – 48 | RK Bosna Sarajevo  | 27-22 | 30-26  |
| HSG Nordhorn         | 60 – 56 | SC Pick Szeged     | 34-25 | 26-31  |

### Demi-finales
| Équipe 1             | Score   | Équipe 2      | Aller | Retour |
| -------------------- | ------- | ------------- | ----- | ------ |
| ZMC Amicitia Zürich  | 62 – 64 | BM Valladolid | 35-31 | 27-33  |
| Kadetten Schaffhouse | 57 – 64 | HSG Nordhorn  | 28-30 | 29-34  |

### Finale
| Équipe 1     | Score   | Équipe 2      | Aller           | Retour          |
| ------------ | ------- | ------------- | --------------- | --------------- |
| HSG Nordhorn | 54 – 54 | BM Valladolid | 31 – 30 (20-17) | 23 – 24 (10-15) |

Le BM Valladolid est déclaré vainqueur selon la règle du nombre de buts marqués à l'extérieur (30 contre 23 pour le HSG Nordhorn).

#### Finale aller
La finale aller s'est disputée le 23 mai 2009 au Euregium de Nordhorn devant 4200 spectateurs :
- HSG Nordhorn : Gentzel, Katsigiannis – Przybecki  (11), Šprem (7), Weinhold (7), Stojković   (3), Szűcs (2), Machulla  (1), Karlsson , Lislerud Hansen, Mičkal, Rigterink, Verjans
- BM Valladolid : Sierra, Lorger – Perales (9), Tvedten  (7), R. Entrerríos  (4), Prieto    (4), Edu Roura  (2), López  (2), Bilbija  (1), Milosavljević (1), Antonio , Delgado Ávila , Krivokapic, Rentero
- Arbitres :  Nikolaos Korres & Sotiris Migas

#### Finale retour
La finale retour s'est disputée le 30 mai 2009 au Polideportivo Huerta del Rey de Valladolid devant 6000 spectateurs :
- BM Valladolid : Sierra, Lorger – Bilbija   (5), R. Entrerríos (5), Perales (5), Milosavljević (3), Tvedten (3), López  (2), Krivokapic (1), Antonio  , Delgado Ávila , Edu Roura , Prieto , Rentero
- HSG Nordhorn : Gentzel , Katsigiannis – Stojković      (6), Weinhold  (5), Przybecki (3), Verjans   (3), Karlsson     (2), Lislerud Hansen (2), Szűcs  (2), Machulla, Mičkal, Rigterink, Šprem
- Arbitres :  Zigmārs Stoļarovs & Renārs Līcis